# Neutrale Zone (Irak/Saudi-Arabien)

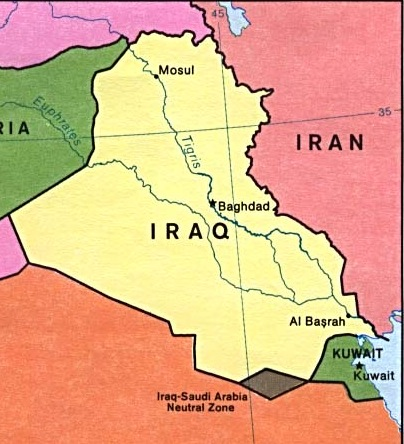
Neutrale Zone Saudi-Arabien/Irak 1990

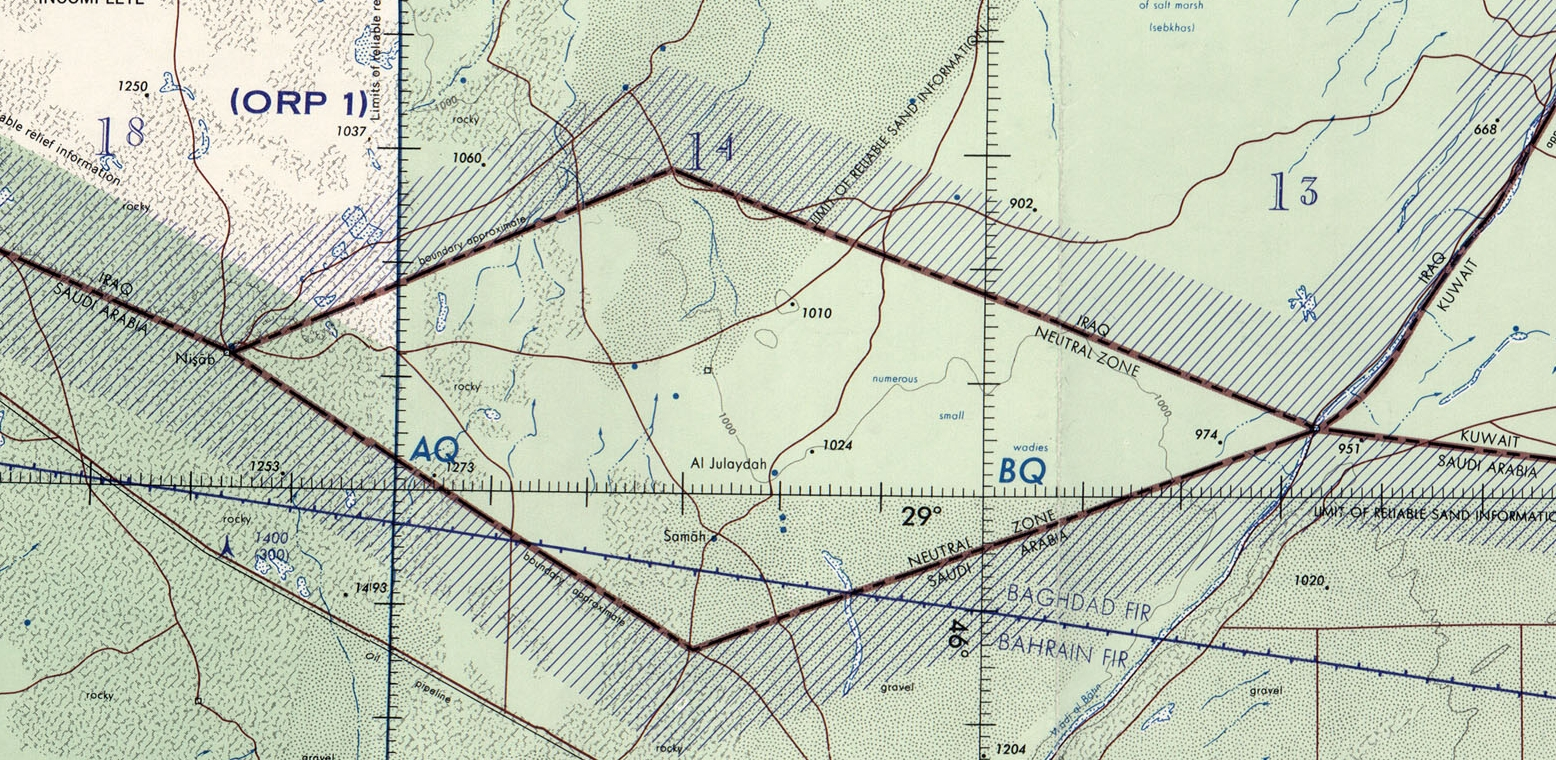
Karte

Das Gebiet der Neutralen Zone war Aufmarschgebiet der Operation Desert Storm (1991)

CIA-Karte von 1991

Die Neutrale Zone zwischen Saudi-Arabien und Irak war ein Gebiet im Grenzbereich dieser beiden Staaten mit einer Fläche von 7044 km².

## Geographie
Die Neutrale Zone war definiert durch vier Grenzpunkte, die durch gerade Linien (Großkreise) verbunden waren. Das dermaßen abgegrenzte Gebiet hatte annähernd den Grundriss eines Parallelogramms:
| Grenzpunkt            | Bezeichnung nach DMG | arabisch        | Typ         | Koordinaten                  | Bemerkungen                                              |
| --------------------- | -------------------- | --------------- | ----------- | ---------------------------- | -------------------------------------------------------- |
| Östlicher Grenzpunkt  | ʿAuǧat al-Bāṭin 1)   | عوجة الباطن     | Wadibiegung | 29° 6′ 1″ N, 46° 33′ 10″ O   | ist gleichzeitig Dreiländereck Irak/Saudi-Arabien/Kuwait |
| Südlicher Grenzpunkt  | Ābār al-Wuqubā       | آبار الوقبى     | Brunnen     | 28° 46′ 30″ N, 45° 31′ 5″ O  |                                                          |
| Westlicher Grenzpunkt | Maḫfar Ḥudūd Anṣāb   | مخفر حدود أنصاب | Brunnen     | 29° 11′ 54″ N, 44° 43′ 19″ O |                                                          |
| Nördlicher Grenzpunkt | Ǧabal al-Amġar       | جبل الأمغر      | Berg        | 29° 27′ 23″ N, 45° 29′ 58″ O |                                                          |

1) Im Military Report on the Arabian Shores of the Persian Gulf, Kuwait, Bahrein, Hasa, Qatar, Trucial Oman and Oman von 1933 ist als östlicher Grenzpunkt ein Punkt in der Nähe von Ar Rigai (A point in the vicinity of Ar Rigai) genannt. Ar Ruq‘ī oder Raqa'i ist ein saudisches Dorf gut acht Kilometer ostsüdöstlich dieses Grenzpunktes.
Zentral gelegener Ort und Brunnen, noch auf saudischer Seite, ist Samāḥ (arabisch سماح, 28° 56′ 28″ N, 45° 33′ 10″ O).
Im nördlichen Teil, heute zum Irak, liegt ʿAyār ar-Ruḫaymīya (arabisch عيار الرخيمية, 29° 19′ 36″ N, 45° 41′ 14″ O).

## Geschichte
Sie entstand am 2. Dezember 1922 als Folge des Protokolls von Uqair. In diesem legten Großbritannien – damals Mandatsmacht über den Irak – und das Sultanat Nadschd – Vorläuferstaat des späteren Saudi-Arabien – die Grenzen zwischen beiden Ländern fest. 1938 wurde ein Abkommen über die gemeinsame Verwaltung des Gebietes unterzeichnet.
Im Bereich der Neutralen Zone durften keine militärischen Einrichtungen oder feste Ansiedlungen angelegt werden. Nomaden beider Seiten durften die Weidegründe nutzen.
Eine provisorische Vereinbarung über die Aufteilung der Neutralen Zone wurde 1975 unterzeichnet, und in einem am 26. Dezember 1981 unterzeichneten und 1983 ratifizierten Grenzvertrag wurde die Teilung durch die Ost-West-Diagonale abgeschlossen. Aus unbekannten Gründen wurde dieser Grenzvertrag den Vereinten Nationen nicht vorgelegt. Der Grenzvertrag wurde nicht öffentlich bekanntgegeben, und es wurde niemand außerhalb des Iraks und Saudi-Arabiens offiziell von der Existenz eines solchen Abkommens in Kenntnis gesetzt. Zu Beginn des Zweiten Golfkriegs 1991 annullierte der Irak alle internationalen Abkommen, die er mit Saudi-Arabien seit 1968 ausgehandelt hatte. Daraufhin legte Saudi-Arabien im Juni 1991 den Grenzvertrag der UNO vor.

## ISO-Codes
Die Neutrale Zone zwischen Saudi-Arabien und Irak hatte die ISO-3166-1-Codes NT und NTZ. Die Verwendung dieser Codes wurde 1993 eingestellt und durch den ISO-3166-3-Code NTHH ersetzt.